# Chiang Hung-chieh
Chiang Hung-chieh (Chinees: 江宏傑; Hsinchu, 22 februari 1989) is een voormalig Taiwanees professioneel tafeltennisser. Hij speelt rechtshandig met de shakehandgreep. Chiang is zijn achternaam.
Hij vertegenwoordigde zijn land op de Olympische Zomerspelen 2016 maar won geen medailles. Na deze spelen trouwde Chiang met de Japanse tafeltennisster Ai Fukuhara, die hij in Rio had ontmoet. In 2021 scheidden zij.

## Belangrijkste resultaten
- Brons met het team op de wereldkampioenschappen 2014.